# Князев, Василий Александрович
Василий Александрович Князев (1920—1968) — полковник Советской Армии, участник Великой Отечественной войны, Герой Советского Союза (1943).

## Биография
Василий Князев родился 9 января 1920 года в деревне Княжица (ныне — Крупский район Минской области Белоруссии). После окончания семи классов школы и школы фабрично-заводского ученичества работал слесарем-автоматчиком на вагоноремонтном пункте станции «Витебск». Окончил аэроклуб. В 1938 году Князев был призван на службу в Рабоче-крестьянскую Красную Армию. В 1940 году он окончил Одесскую военную авиационную школу лётчиков и курсы командиров звеньев. С июня 1941 года — на фронтах Великой Отечественной войны, уже на второй день войны сбил свой первый самолёт.
К июню 1943 года старший лейтенант Василий Князев командовал эскадрильей 88-го истребительного авиаполка 229-й истребительной авиадивизии 4-й воздушной армии Северо-Кавказского фронта. К тому времени он совершил 576 боевых вылетов, принял участие в 122 воздушных боях, сбив 11 вражеских самолётов лично и ещё 9 — в составе группы.
Указом Президиума Верховного Совета СССР от 24 августа 1943 года за «образцовое выполнение боевых заданий командования на фронте борьбы с немецкими захватчиками и проявленные при этом отвагу и геройство» старший лейтенант Василий Князев был удостоен высокого звания Героя Советского Союза с вручением ордена Ленина и медали «Золотая Звезда» за номером 1146.
Всего же к концу войны Князев совершил рекордное число боевых вылетов среди советских лётчиков-истребителей — 1088. Он принял участие в 139 воздушных боях, сбив 18 вражеских самолётов лично и 11 в группе. После окончания войны Князев продолжил службу в Советской Армии. С 1946 по март 1948 года командовал 979-м истребительным авиационным Волковысским Краснознамённым ордена Суворова полком. В 1955 году он окончил курсы усовершенствования офицерского состава. В 1962 году в звании полковника Князев был уволен в запас. Проживал в Одессе. Скончался 22 июля 1968 года, похоронен в Одессе.
Был награждён двумя орденами Ленина, двумя орденами Красного Знамени, орденом Александра Невского, двумя орденами Отечественной войны 1-й степени, двумя орденами Красной Звезды, рядом медалей.
В честь Князева названа улица в Витебске.